# Onthophagus sceptrifer
Onthophagus sceptrifer là một loài bọ cánh cứng trong họ Bọ hung (Scarabaeidae).